# پاچ
پاچ (به آلمانی: Patsch) یک منطقهٔ مسکونی در اتریش است که در اینسبروک لند واقع شده‌است. پاچ ۹٫۷۳ کیلومتر مربع مساحت دارد ۸۹۶ متر بالاتر از سطح دریا واقع شده‌است.